# حکومت نظامی (نمایش‌نامه)
حکومت نظامی نام یک کتاب ادبی است که توسط آلبر کامو، نویسندهٔ اهل فرانسه نوشته شده‌است. این کتاب یکی از آثار مشهور ادبی جهان است.